# Acinaces (geslacht)
Acinaces is een geslacht van kevers uit de familie zwamkevers (Endomychidae).

## Soorten
Deze lijst is mogelijk niet compleet.
- A. collaris (Gerstaecker, 1858)
- A. gerstaeckeri (Tomaszewska, 2003)
- A. humeralis (Tomaszewska, 2007)
- A. laceratus (Gerstaecker, 1858)
- A. lebasii (Gerstaecker, 1858)
- A. nataliae (Tomaszewska, 2007)
- A. nigricollis (Gerstaecker, 1858)
- A. ovatus (Tomaszewska, 2003)
- A. pakaluki (Tomaszewska, 2003)
- A. unicolor (Tomaszewska, 2003)